# 福井川 (徳島県)
福井川（ふくいがわ）は、徳島県阿南市を流れる二級河川である。延長19.027km、流域面積は33.7km2におよぶ。

## 地理
海部郡美波町との境に位置する後世山の水源から、小野地区北方で穿入蛇行をしたのち、北東流して橘湾（紀伊水道）へと注ぐ。
中流以上はもとは桑野川の上流であったが、動々原付近で福井川が争奪して上流とした。河口は下流側に広がる津波に弱い地形で、1946年（昭和21年）の南海地震では、河口から2.6km地点まで海水が侵入した。沿岸の丘陵地は日本有数のタケノコ産地である。
中流の鉦内には堤高42.5m、堤頂長191m、総貯水量475万m3の福井ダムがある。

## 支流
- 椿地川

## 利水施設

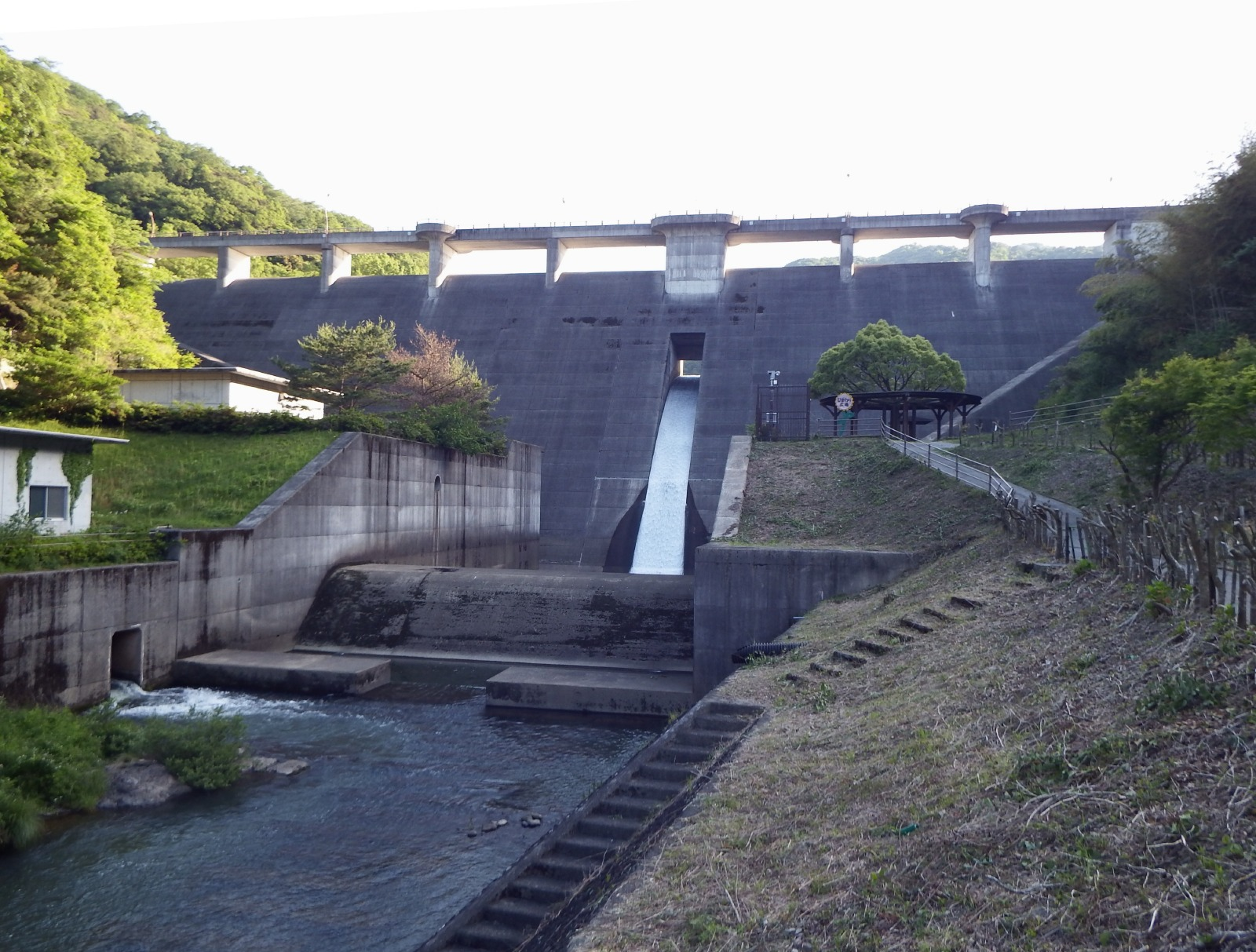
福井ダム

- 福井ダム
- 福井ダム公園

## 自然景勝地
- 猿滝